# 柿子椒 (絕命律師)
〈柿子椒〉（英語：Pimento）是美國犯罪劇情電視劇《絕命律師》第一季的第九集，該集由托馬斯·施瑙茲編劇兼執導。在美國，該集於2015年3月30日在AMC播出，至於美國以外的多個國家則在串流媒體服務Netflix上首播。

## 劇情
查克·麥吉爾（邁克爾·麥基恩 飾）提醒吉米·麥吉爾（鮑勃·奧登科克 飾）鷸十字中心（Sandpiper Crossing）的律師將試圖取得禁止吉米進入其產業的限制令，而吉米則嘗試阻止該命令獲得批准。回到查克家後，吉米發現鷸十字的律師用送一堆文件的行徑來施加壓力。查克建議將案件轉交給HHM律師行（Hamlin, Hamlin & McGill），吉米雖然不情願但仍安排了一次會面。查克在吉米睡著時用他的手提電話打了一通電話。
由於查克患有EHS，霍華德·漢姆林（帕特里克·法比安 飾）在第二天早上收走所有人的手提電話並切斷大樓電源，為查克和吉米到達HHM律師行做好準備。霍華德向吉米提供案件最終和解或判決收益的20%以及20,000美元的律師費，但明確表示吉米將不會繼續處理此案。吉米憤怒地要求知道為什麼他總是被律師行排除在外，霍華德沒有回答，吉米將案件保留並奪門而出。金·魏斯勒（蕾亚·塞洪 飾）隨後與霍華德對質，霍華德最初拒絕告訴她自己這種行為的原因，但最後仍吐露了真相。
麥克·艾曼翠岳（喬納森·班克斯 飾）收到擔任丹尼爾·“普萊斯”·沃馬爾德（馬克·普羅克施 飾）保鏢的工作邀請，普萊斯想出售從僱主那裡偷來的藥丸。普萊斯考慮僱用麥克、索布查克和大個子三人，而索布查克則嘲笑麥克沒有攜帶武器，只帶了一個柿子椒芝士三明治作午餐。索布查克讓麥克嘗試解除自己的武裝，麥克輕鬆做到並嚇得大個子落荒而逃。麥克指導普萊斯在毒品交易中要如何行事。買家納丘·瓦加（迈克尔·曼多 飾）到來並遞出一大筆現金，普萊斯注意到付款少了20美元，麥克冷靜地堅持要納丘全額付款。當納丘他們離開時，麥克告訴普萊斯自己已經研究過納丘的背景，知道這筆交易是在他的老闆不知情的情況下進行，因此納丘不會冒險發生衝突。
金建議吉米接受霍華德的提議，因為這將使他能夠創辦屬於自己的公司。在拒絕了金的建議後，吉米意識到查克在前一天晚上使用了他的手提電話。吉米在第二天通知查克他將接受霍華德的交易，因為他推斷查克正在利用霍華德將自己排除在HHM律師行之外。吉米要求知道查克為什麼對他如此惡劣，查克說他不認為吉米是真正的律師。查克接著說當吉米不再詐騙並在HHM律師行收發室工作時自己感到很自豪，但吉米不應該成為一名律師，因為他沒有改變不誠實的行徑。吉米感覺被背叛並切斷與查克的所有聯繫。

## 製作
該集的編劇和導演是托馬斯·施瑙茲，他亦是本季第三集“納丘”的編劇。
史蒂芬·奧格的角色在該劇劇本中被稱為索布查克（Sobchak），但從未提及姓名，後來在第五季“盡全力”一集中僅以別名稱為“X先生”（“Mr. X”）。這個名字是由施瑙茲選擇的，參考約翰·古德曼在《谋杀绿脚趾》 中的角色沃爾特·索布查克（Walter Sobchak）。

## 迴響

### 收視率
該集在播出後的美國總收視人數為238萬觀眾，並在美國18-49歲的成年人統計人口中獲得1.1的收視率。

### 評價
該集獲得絕大多數的正面評價，許多評論家稱讚結尾的情節轉折以及鮑勃·奧登科克和邁克爾·麥基恩的演出。根据評論匯總网站爛番茄汇总的20篇评论文章，100%的评论家给予该作正面评价，使之獲得「認證新鮮」標識，平均打分为8.80分（满分10分）」
《IGN》的羅斯·科內特（Roth Cornet）給該集9.0/10分的評價，並總結道：“隨著這個精心製作的故事繼續展開，《絕命律師》揭示了吉米·麥吉爾變成薩爾·古德曼的核心很可能就是背叛。”《每日电讯报》的艾德·鮑爾（Ed Power）給該集四顆星的評價（滿分五顆星）並說：“這是《絕命律師》迄今為止最有力量的鏡頭之一。吉米和查克外形上沒有太多相似之處——但兩人都注意到對方的抽搐和細微差別，他們的互動充滿兄弟姐妹間特有的半親密關係。本季只剩下一集了，看到《絕命律師》開始變得黑暗令人非常振奮。”

## 外部連結
- 互联网电影数据库上柿子椒的资料（英文）

- 《柿子椒》（页面存档备份，存于）在AMC
- 爛番茄上《柿子椒》的資料（英文）